# Авраам Сенюта
Авраам (Абрам) Сенюта (1587, Ляхівці, нині смт Білогір'я, Україна — 8 жовтня 1632) — український (руський) шляхтич, військовик, «патрон» кальвіністів.

## Біографія
Народився, очевидно, у родинних Ляхівцях (нині смт Білогір'я Хмельницької області, Україна. Син крем'янецького войського Федора Сенюти (пом. після 1595), кальвініста, та його дружини Катажини — ревної аріянки, доньки Миколая Фірлея (1531—1588) — люблінського воєводи. Брат Павла Христофора Сенюти. Про нього часто писали як про «ревного протектора соцініянства».
Разом з братом Павлом Христофором навчався за кордоном під опікою прецептора Яна Гротковського. 22 червня 1603 всі троє записались навчатись до університету в Гайдельбергу (1 грудня 1605 року — університету в Лейдені). У листопаді Сенюти були покарані грошовим штрафом міською владою через авантюру в місцевому костелі з родичем — студентом Яном Павлом Дуніковським. 1605 року тут вийшла збірка віршів випускників університету за сприяння Яна Боґуша, де були твори обох Сенютів. Під час перебування за кордоном, згідно з віршем Яна Рибінського, написаним до весілля А. Сенюти та Зофії Зборовської, також мав відвідати Італію, Швайцарію.
Брав участь у невдалій виправі Стефана Потоцького на Молдавію 1612 року, потрапив у полон. За договором зі Штефаном Томшею його випустили на волю без викупу, як інших небагатьох бранців у жовтні 1612.
Повернувся до маєтностей: на Люблінщині — Рудно, тут утримував кальвінський збір; Волинь — Камінь, Кобилин, Радогощ, Тихомель (2 червня 1616 року король, на його прохання, видав привілей, за яким поселення отримувало магдебурзьке право, на 15 років звільнялось від податків). Після шлюбу осів у Великопольщі.
Його урядник Кшиштоф Негошевський спалив публічно ікони, вівтар давнього костелу в Рудно, закритого 1563 року за наказом Миколая Фірлея. Дзвони забрали, будівлі зрівняли із землею. В Рудно прихистив вигнаних «чеських братів». У 1629 році мав конфлікт із кс. Геронімом Загоровським — плебаном Кам'янки, який хотів прилучити костел в Рудно до його парафії. Потім мав суперечку в суді з краківським єпископом Марціном Шишковським, яку перервала смерть.
Помер 8 жовтня 1632.

### Сім'я
Перша дружина — Зофія зі Зборовських, донька Яна та його другої дружини княжни Єлизавети (Гальшки) з Пронських, доньки Семена (Фридерика) Пронського) вдова троцького каштеляна Юрія Радзивілла (помер 13 лютого 1613). Мала частину маєтків першого чоловіка правом «доживоття». Діти:
- Анна, Дорота
- Петро

Друга дружина — Ельжбета Сененська, донька Кшиштофа, померла 29 жовтня 1631 року у 24 роки. Донька — Катерина.